# Tisch School of the Arts
 (août 2017).
Si vous disposez d'ouvrages ou d'articles de référence ou si vous connaissez des sites web de qualité traitant du thème abordé ici, merci de compléter l'article en donnant les références utiles à sa vérifiabilité et en les liant à la section « Notes et références ».
La Tisch School of the Arts (ou plus communément Tisch ou TSoA) est l'une des quinze écoles de l'université de New York (NYU) située dans l'arrondissement de Manhattan, à New York (États-Unis). C'est un institut mondialement réputé pour les études artistiques, principalement connu pour avoir formé de nombreux réalisateurs et acteurs américains.

## Histoire
L'école a été fondée en 1965 dans le but de dispenser un enseignement de qualité dans les domaines du théâtre et du cinéma, auxquels s'ajoutent rapidement la danse et des départements spécialisés :
- Department of Drama - 1974 ;
- Interactive Telecommunications Program (ITP) - 1979 ;
- Rita & Burton Goldberg Department of Dramatic Writing - 1980 ;
- Department of Performance Studies - 1980 ;
- Graduate Musical Theatre Writing Program - 1981 ;
- Department of Photography and Imaging - 1982 ;
- Department of Art and Public Policy - 2002 ;
- Moving Image Archiving and Preservation program - 2003 ;
- Clive Davis Department of Recorded Music - 2003.

## Programmes
Elle accueille 2 700 étudiants en master (dans sept programmes différents) et 500 étudiants en thèse (dans dix programmes). Tisch est célèbre pour son école cinématographique, souvent appelée NYU Film School, et ses formations d'acteurs.

## Quelques étudiants notoires
- Annie Baker (1981-), dramaturge américaine.
- Alec Baldwin (1958-), acteur américain[1].
- Kristen Bell (1980 ; diplômée en 2001), actrice américaine[1].
- Jonas Carpignano (1984-), réalisateur italien.
- Joel Coen (1954-), réalisateur américain.
- Chris Columbus (1958-), réalisateur américain.
- Frank Coraci (1966-), réalisateur américain.
- Anne Teresa De Keersmaeker (1960-), chorégraphe belge[2].
- Julie Delpy (1969-), actrice et réalisatrice française[3].
- Jack Falahee (1989- ; diplômé en 2011), acteur américain.
- Caitlin Fitzgerald (1983-), actrice américaine.
- Bridget Fonda (1964-), actrice américaine.
- James Franco (1978-), acteur et réalisateur américain[4].
- Hamé (1975-), auteur et réalisateur français.
- Nermine Hammam (1967-), artiste visuelle et photographe égyptienne.
- Jon Haukeland (1973-), documentariste norvégien.
- Bryce Dallas Howard (1981-), actrice et réalisatrice américaine[1].
- Felicity Huffman (1962-), actrice américaine[1].
- Jim Jarmusch (1953-), réalisateur américain.
- Angelina Jolie (1975- ; non diplômée), actrice américaine.
- AJ Lee (1987-), catcheuse américaine.
- Ang Lee (1954-), réalisateur taïwanais actif aux États-Unis.
- Camila Mendes (1994- ; diplômée en 2016), actrice américaine.
- Athiná-Rachél Tsangári (1966-), réalisatrice grecque.
- Jeffrey Wright (1965-), acteur américain.
- Lady Gaga (1986-), autrice-compositrice-interprète et actriceaméricaine[1].
- Lea Michele (1986-), actrice et chanteuse américaine.
- Lisa Edelstein (1966-), actrice américaine.
- Louis Leterrier (1973-), réalisateur français.
- Philip Seymour Hoffman (1967-2014 ; diplômé en 1989), acteur américain[1].
- M. Night Shyamalan (1970- ; diplômé en 1992), réalisateur et acteur américain.
- Mara Wilson (1987-), actrice américaine.
- Martin Scorsese (1942- ; diplômé en 1966), réalisateur américain.
- Michael C. Hall (1971-), acteur et chanteur américain.
- Michael Kang (1970-), réalisateur américain.
- Matthew Gray Gubler (1980-), acteur et réalisateur américain.
- Matthew Morrison (1978-), acteur et chanteur américain.
- Monica Barbaro (1990-), actrice américaine.
- Oliver Stone (1946- ; diplômé en 1971), réalisateur américain.
- Simon Helberg (1980-), acteur américain.
- Spike Lee (1957 ; diplômé en 1983), réalisateur américain.
- Tony Kushner (1956-), dramaturge et scénariste américain.
- Whoopi Goldberg (1955-), actrice américaine.
- Woody Allen (1935 ; non diplômé), réalisateur américain.
- Donald Glover(1983- ; diplômé en 2006), acteur américain.
- Nuotama Bodomo (1988-), réalisatrice ghanéenne.
- Tyler Mitchell (1995-), photographe américain.